# RPGツクールXP
『RPGツクールXP』（アールピージーツクールエックスピー）は、株式会社エンターブレインから発売されているRPG制作ソフト。また2012年9月27日に『RPGツクールXP VALUE!＋』が発売された。

## 概要
基本的な操作性はRPGツクール2000および2003に近い。表示画素数は320×240からRPGツクール95と同じ640×480(VGA)にまで増え、また素材の色数制限も大幅に緩和された。PNG形式の画像であればアルファチャンネルが使用可能である。ただ、そのため制作時もプレイ時もPCに要求される動作環境は高いものとなり、発売当初は問題視されていた。
RPGツクールXPの目玉機能としては、まずスクリプト言語RGSSの導入が挙げられる。それまでのシリーズでは、各種のシナリオやシステムは限られた機能の組み合わせによってしか作成できなかったが、今作ではRGSSによって記述されているゲームの基幹機能にまで、ユーザー自身が自在に介入できるようになった。機能の拡張や変更はスクリプトという形で容易に取り込むことが可能であるため、ユーザーによって作成された様々なスクリプトがネット上で公開され、「ツクラー」の開発環境は飛躍的に改善した。例えば戦闘シーンの画面構成を、デフォルトのフロントビュー戦闘からサイドビュー戦闘にするなどが比較的容易になった。
一方で、ツクール2000や2003で用意されていたイベントコマンドが幾らか削減された。同様な機能をRPGツクールXPで実現させるためにはRGSSプログラミングの学習が必要となるため、従来のシリーズと比べるとややハードルが高くなった。
また、これまでのRPGツクールでは不可能だった、エディターの多重起動が行えるようになっており、イベントやスクリプトの移植・移動が簡単に行えるようになった。
また今作から初めて、作成したゲームデータの暗号化に対応し、作品内のデータやソースの盗用といったことを防げるようになった。
一方で画面モードのチェック機能が搭載され、使用しているモニターが最低でも1024×768の画面モードに満たない場合だとエディターを起動すること自体ができなくなった。これはXP体験版、次回作のVX以降も同様である。
2005年には東京工科大学メディア学部の授業用教材として採用された。また同年にはPS2版『RPGツクール』と『RPGツクールXP』による作品を対象としたコンテスト「ツクール魂2005」が開催された。
2007年5月16日にバージョンが1.03となり、Windows Vistaに対応するようになった。
2009年2月26日からRPGツクールXPがVALUE!として販売を始める。価格は5040円（税込）。

### アクティベーション
RPGツクール2000やRPGツクール2003等のツクールソフトがWarez等の海賊版（違法コピー）ソフト等として出回ったため、インターネットに接続して定期的にアクティベーションを行わなければソフトを起動できなくなった。このため、インターネットに繋がっていない環境では使用不可能となってしまい、ユーザーの不評を買った。しかし、現在ではインターネットへのアクセスを遮断するように書き換えるプログラム、いわゆる認証回避クラックなどが出回ってしまっている。
違法コピーが出回った背景としては、海外にもRPGツクールに関心を持つ熱心なRPGファンが多くいたにもかかわらず、RPGツクール2000/2003が日本国内でしか発売されなかったことが大きい。(ただし、RPGツクール2000は韓国で発売されたことがある。)　このため、RPGツクール2000・2003を英語化した海賊版が海外サイトで無断配布され、広く出回ってしまった。
このことを考慮してか、欧米でもRPG Maker XPとして2005年9月16日に発売された。公式のPC版RPGツクールシリーズとしては初の欧米版となる。
VALUE!版ではその反省からかユーザー認証が初回認証のみとなり、2009年6月30日からは通常版も定期認証が廃止されて初回認証のみとなった。

### アクティベーションの問題点
しばしば認証に失敗することが知られている。これは、パソコン構成の認識が非常にシビアなために起こることであり、特に自作したパソコンにインストールした場合などでは、部品を1つ交換しただけで、不定期認証に失敗する可能性は高い。このため、パソコンのパーツ構成を変更した場合は、認証前にユーザーサポートに連絡を入れて、パソコン構成の変更を申告しなければならない。2013年現在では、ユーザーサポートへの連絡はメールでも受け付けている。
次に、再認証時の煩雑さがある。再認証に失敗した場合、一度サポートセンターに電話連絡をするか、メールをして、個別に対応措置をとることになる。最悪の場合、わざわざインストールディスクと認証に必要な書類を送付して、正規ユーザーであることを証明しなければならない。
このような認証手続きは、RPGツクール2000およびRPGツクール2003の多数の不正規ユーザ（Warez・プログラムの違法アップロード）の存在を考えてのことである。結果的に正規ユーザーに過大な負担をかけることになってしまい、正規ユーザーから非常な反発を受けることになった。
Windows 7の64bit版OSでは、アクティベージョンの入力後に通信しても認証を完了できないため、本作を使用することはできなかったが2012年9月27日からはVer1.04以降のバージョンにアップデートすることで使用可能になっている。
2013年7月1日からアップデータ(1.05）が公開され、認証システムが変更されて『XPValue』、『XPValue+』同様に初回認証のみで済むようになった。また、PC構成を変更したりPCを買い換えたときに連絡をする必要がなくなり、そのまま認証できるようになったが新たにメールアドレスの登録が追加、秘密の質問とプロキシサーバーの入力欄はなくなった。
上記アップデータは公開したその日のうちに不具合が見つかったため（VX・VXAceにも同じ不具合が見つかった）同月の末日まで一度公開が停止され、エディターそのものを新規インストールする形式で再度公開された。

## RPGツクールXP Value!+
RPGツクールXP Valueの再廉価版。64bitOSにも対応するようになり、発売当日からは既存のXP・XP Valueも64bitOSに対応可能になった。
ユーザー登録はオンラインでの登録に変更され、アクティベーションは別途で必要となる。また、『RPGツクール(PS2)』のBGMデータが追加収録される。
収録するデータ容量が増えたため、ディスクがDVD-ROMに変更された。

## サンプルゲーム

### RPGツクールXPに収録されたサンプルゲーム
（題名：制作者）
- 白い絆：アルファナッツ
- Alestian Story：Shine Garden
- ししむら：TSUKURIYA　八百谷真
- KNight-Blade Howling of Kerberos（ナイトブレード　ケルベロスの咆吼）：水車蹴り
- To near：アーツ川島

### テックウィンDVDサンプルゲーム
- 白い絆 外伝 黒い絆：アルファナッツ
- 歪み世：水車蹴り

### VALUE!版追加サンプルゲーム
- 命唄 〜イノチウタ〜[4]：SHIN （ツクール魂2005 RPGツクールXP部門 U15部門 最優秀賞受賞[5]）
- うらやまたんけん[6]：とりあか
- セイクリッドキャット：star （コンテストパークWeb 2007 Winter 金賞受賞）
- 世界に届かぬ願い事：hat
- 伝説の通学路[7]：月星人（第14回3分ゲーコンテスト優勝作品）
- 鳥籠の少女[8]：MENCHAN
- トリッシュの事件簿[9]：HDΣ
- 魔王物語物語：てつ
- Magic☆Treasure～天使の舞い降りた街～：ASUKA （コンテストパークWeb 2007 Spring 金賞受賞）
- Make Make Icecream[10]：sleepinglion
- 雪色絵本 〜An Evil Deity〜[11][12]：ライラ

## 作品

### 日本における作品
- 片翼の天使 〜one wing angel〜（2005年）
- タイムアタック!RPG（2005年）
- 魔壊屋姉妹。（2006年）
- ランダムヒーローズ（2007年）
- Last Retributor（2008年）
- 青鬼（2009年）
- 月夜に響くノクターン Rebirth（2009年）

### 日本国外の作品
- アヴィヨンド（2007年）
- To the Moon（2011年）
- A Bird Story（英語版）（2014年）
- ファウストの悪夢（2015年）
- OneShot（2016年）
- ポケットモンスター ウラニウム (2016年)
- Rakuen（英語版）（2017年）
- Finding Paradise（英語版）（2017年）